# Мала хидроелектрана Темац
Мала хидроелектрана „Темац” налази се у атару села Темска на реци Темштици, узводно од манастира Свети Ђорђа, у средишњем делу Понишавља, У раду је од 1940. године, и до маја 1990. године непрекидно је радила без озбиљнијих ремонт од почетка производње, када је због неекономичности престала са радом и конзервисана у радном стању. Међутим изградњом Завојске акумулације и хидроелектране „Завој”, остала је без воде, због редуцираног дотока воде око шест пута, од 9 м³/сек на 1,5 м³/сек.

## Положај
Налази се у непосредној близини насеља Темска и Града Пирота у Пиротском округу у подножју Старе планине, на реци Темштици десној притоци Нишаве. У њеној близини се налази основна школа, пошта, неколико продавница и кафића, Манастир светог Ђорђа и тврђава Темац, по којој је и добила име.

## Услови који су владали у пиротском крају пред изградњу хидроелектране
Након оснивања Краљевине Југославије после Првог светског рата у Пироту је започела трансформација производног занатства (производња грнчарије, ћилимова, качкаваља итд.) у ситнију мануфактурно-индустријску производњу (табане, циглане, ледаре, млинове, фабрике сапуна, зејтина и гумене обуће). Индустријализација је утицала и на урбанизацију, и постепено превођење сеоског становништва у градско, односно пољопривредних домаћинстава у градска и радничка домаћинства. Новонастале промене захтевале су увећану потребу за производњом и потрошњом електричне енергије. Количина произведене електричне енергије у пиротској термоелектрани задовољавала је само минимум потреба. 
До тада доступне изворе енергије дрво и угаљ (у парним машинама), за производњу полако замењује хидроенергетски потенцијал река из слива понишавља. Прво су то учинили локални индустријалци Димитрије Младеновић Гага и Браћа Цекић власници фабрике „Тигр“ у Пироту, с краја 40-тих година 20. века, када су схватили да парна локомобила „Тигра“ више није у стању да обезбеди довољну количину електричне струје, а других извора није било. То их је потстакло да почетком 1940. године на реци Темштици, узводно од манастира свети Ђорђа, изграде хидроелектрану „Темац“ снаге од 200 коњских снага.
| „ | Први пројекат предвиђао је изградњу бране на реци Нишави 3,5 км низводно од Пирота са падом од 4 м и снагом од 100 коњских снага. Други се односио на изградњу бране на реци Темштици, узводно од манастира Св. Ђорђа, са падом од 18 до 20 м и снаге од 200 кс при најмањем водостају. Одлуци по ком ће се пројекту радити претходила су мерења на обе локације. За то су били задужени г. А. Стевовић, електротехнички инжењер нишке железничке радионице, и г. Ј. Видаковић, инжењер Округа пиротског. | ” |

За реализатора овог пројекта ангажован је Аћим Стевовић, проверени пројектант, који је већ саградио брану хидроелектране у Ужицу и гарђевинске објекте на хидроелектрани на Нишави, код манастира „Св. Петка” у Сићевачкој клисури.

## Историја
А све је почело 9. јуна 1939. године, када је власницима „Тигра”, тада већ потенцијалном инвеститору, од Министарства трговине и индустрије Краљевине Југославије дата дозвола за изградњу хидроелектране.
Августа месеца 1940. године, Хидро-електричној централи „Темац“ Димитрија Младеновића Гаге и Браће С. Цекић, како је био први назив под којим је Министарство трговине и индустрије издало је и дозволу под редним бројем IV бр. 31381, Димитрију Младеновићу, Милораду и Јовану Цекићу да обављају индустријску радњу за производњу и продају електричне енергије.
Интензивни радови на објекту почели су одмах по добијању решења Краљевске банске управе од 20. септембра 1939. године, а окончани су након шест месеци.
Грађевински радови
У оквиру ових радова изграђена је:
- камена и лучна брана висине 5 а дужине 50 метара,
- доводни тунел пречника 1,6 а дужине 18 метара,
- доводни цевовод пречника 1,6 дужине 37 метара,
- машинска зграда са два магацина.

Машински радови
У оквиру машинских радова инсталирана је турбина са генератором. Објекат је располагао са једном хоризонталном турбином, типа Френсис, са 500 о/мин, 600 KS и максималним протоком воде од 3 м³/сек, произведен у компанији Пејић, Стефановић и комп. – Ниш. 
Генератор Ганц (Мађарска) био је директно везан са турбином, са максималних 500 о/сек. снаге 650 А, 400 V и 50 Hz. Преко трансформатора напон од 400 V је трансформисан на 15.000 V. Електрична енергија са таквим напоном је, путем далековода, преношена до фабрике, где је опет трансформисана на 220 V. 
Почетак рада и продаја струје
Објекат који је био готов 8. марта 1940. године, али је тачно време почетка рада везано за два датума: први – 12. април 1940. године, када је систем први пут  испробан и стављен у погон, и други – 5. август 1940. године, када је хидроелектрана званично добила дозволу за рад.
Одмах по добијању дозволе за рад, хидроцентрала је почела да ради пуном снагом и да доноси профит њеним власницима. Интересовања приградских села за електрификацију нагло су порасла. Село Темска је одмах добило електрично осветљење и, после Гњилана, постало друго електрифицирано село у општини.
Дана 1. марта 1941. године хидроелектрана „Темац” је понудила Пиротском електричном и индустријском друштву вишак електричне енергије како за осветљење, тако и за моторни погон и термичку употребу на подручју Пирота. Међутим како је Уговор између две заинтересоване стране сачињен је 4. априла 1941. године и осим текста понуде садржао је следеће: „Ако се у трајању ове концесије укаже потреба за подизање електричног трамваја, то се право првенства  даје овом друштву”, није реалзован пошто је након два дана Хитер са својим снагама извршио напад на Краљевину Југославију.
Рад ХЕ за време Другог светског рата
О раду хидроцентрале за време Другог светског рата, осим постојања уговор између хидроцентрале „Темац” и општине Пирот о продаји електричне енергије по цени од 1,40 лева по киловат часу других писаних података нема.
Рад ХЕ након Другог светског рата
По завршетку Другог светског рата хидроцентрала „Темац” и термоелектрична централа у Пироту биле су мобилисане само неколико дана после ослобођења Пирота, тако да се може закључити да је рад ХЕ „Темац” био континуиран. Ипак, количина произведене струје у термоелектрани је била недовољна.
Са жељом да се на хидроелектрани искористи и низак водостај, јуна 1953. године уграђена је мања турбина јачине 150 КW, Осим радова на постројењима, нова власт у СФР Југославији извршен је и ремонт далековода 15 КW Пирот-„Темац”.

## Грађевинско-техничке карактеристике објекта
| Тип бране                 | Бетонска праг у кориту |
| Висина                    | 5 метара |
| Инсталисана снага         | 0,78 MW |
| Турбине                   | Три Francis турбине, произвођача „Ј. M. Voith Heidenheim“ (1940, 1945, 1953)                                                                                    |
| Генератори                | Три генератора трофазне наизменичне струје, снаге - 400 kW, произвођача „Ganz“ (1940) - 224 kW, произвођача „AEG“ (1945) - 128 kW, произвођача „Siemens“ (1953) |
| Инсталисани проток        | 4,65 метара кубних по секунди |
| Могућа годишња производња | 2,50 GWh |